# Pseudophaeosphaeria
Pseudophaeosphaeria is een monotypisch geslacht van schimmels behorend tot de familie Phaeosphaeriaceae. Het bevat alleen Pseudophaeosphaeria rubi.